# Acker Bilk
Bernard Stanley Bilk, dit Acker Bilk, est un clarinettiste britannique de jazz traditionnel, né le 28 janvier 1929 à Pensford (Somerset) et mort le 2 novembre 2014 à Bath. Il reste surtout connu pour avoir été l'auteur et l'interprète de Stranger on the Shore, qui a remporté un immense succès international en 1962.

## Biographie
Dans son enfance, le jeune Bernard Stanley Bilk avait suivi des leçons de piano, sans en avoir gardé beaucoup de goût pour cet instrument. C'est plus tard, durant son service militaire en Égypte, dans une unité du génie de l'armée britannique stationnée dans la zone du canal de Suez, qu'il vient à la clarinette, un camarade lui en ayant donné une dont il n'avait pas l'usage. Bilk atteint rapidement une grande maîtrise de cet instrument, dont il joue en professionnel dès le milieu des années 1950.
En 1956, Acker Bilk fonde son propre orchestre, le Paramount Jazz Band, à la tête duquel il prend part au boom que connaît alors le jazz Nouvelle-Orléans au Royaume-Uni. Il fait connaître son timbre particulier à la clarinette, caractérisé par son phrasé très articulé, une sonorité très riche dans le registre grave et un vibrato très ample. Vers fin de la décennie, son ensemble commence à remporter une série de hits dans les Charts.
En 1961, il enregistre sous le nom de « Mr Acker Bilk », entouré d'une section de violons, une mélodie dédiée à sa fille nouveau-née Jenny, et intitulée de ce prénom. La mélodie intéresse des producteurs de la BBC, qui prennent contact avec lui pour en faire l'indicatif d'une série télévisée, mais à condition que le titre originel soit remplacé par le nom de la série, Stranger on the Shore. Le single sort en octobre 1961.
Son succès va être phénoménal. Durant l'année 1962, Stranger on the Shore arrive en n° 1 des ventes au Royaume-Uni, il est le disque le plus vendu de l'année, et reste à ce jour le single instrumental le mieux vendu de tous les temps. Même chose aux États-Unis, où le disque est le n° 1 de l'année au Billboard, où il trône sept semaines de suite en tête de la catégorie « easy listening ».